# Новотрехсвятское
Новотрехсвятское — село в Иссинском районе Пензенской области, входит в состав Каменно-Бродского сельсовета.

## География
Расположено в 5 км на запад от центра сельсовета села Каменный Брод и в 15 км на запад от райцентра посёлка Исса.

## История
Основано между 1864 и 1877 гг. крестьянами с. Старотрехсвятского, вероятно, в связи с разделом. В 1896 г. – 46 дворов. В 1911 г. – д. Полутрехсвятская Трехсвятской волости Инсарского уезда Пензенской губернии, 50 дворов, 2 ветряные мельницы, 2 кузницы.
В 1923 г. – деревня Полутрехсвятское Трехсвятской укрупненной волости Инсарского уезда. С 1928 года село в составе Трехсвятского сельсовета Иссинского района Пензенского округа Средне-Волжской области (с 1939 года — в составе Пензенской области). В 1939 г. – центральная усадьба колхоза «Восход» (организован в 1930 г.), 153 двора. В 1955 г. – центр Трехсвятского сельсовета, центральная усадьба колхоза имени Буденного. В 1980-е гг. — в составе Каменно-Бродского сельсовета, центральная усадьба колхоза «Победа».

## Население
| 1896 | 1911 | 1926 | 1930 | 1940 | 1959 | 1979 |
| ---- | ---- | ---- | ---- | ---- | ---- | ---- |
| 301  | ↗358 | ↗392 | ↘381 | ↗668 | ↘252 | ↘216 |
| 1989 | 1996 | 2002 | 2010 |      |      |      |
| ↗289 | ↘265 | ↘216 | ↗227 |      |      |      |